# Saphanidus fulvus
Saphanidus fulvus är en skalbaggsart som beskrevs av Jordan 1903. Saphanidus fulvus ingår i släktet Saphanidus och familjen långhorningar. Inga underarter finns listade i Catalogue of Life.